# 고양휴게소
고양휴게소(高陽 休憩所,
Goyang Service Area)는 경기도 고양시 덕양구 성사동에 위치한 평택파주고속도로의 휴게소이다. 주소는 경기도 고양시 덕양구 성사동 수원문산고속도로 51, 수원문산고속도로 52이다. 이 휴게소 내에 고양 요금소 가 있다,

## 시설
- 주차장
- 화장실
- 식당
- 브랜드매장 : GS25, 탐앤탐스, 던킨 도너츠
- 정유소: GS칼텍스
- LPG충전소 : GS칼텍스
- 현금 자동 입출금기
- 전기차충전소

## 전후
평택 방향
- 고양 분기점 ← 고양휴게소 ← 흥도 나들목
- 고양 분기점 ← 고양휴게소 ← 흥도 나들목

파주 방향
- 고양 분기점 → 고양휴게소 → 흥도 나늘목
- 고양 분기점 → 고양휴게소 → 흥도 나늘목